# Beamish Museum
Beamish Museum er det første regionale frilandsmuseum i England, der ligger ved Beamish, nær byen Stanley i County Durham, England. Beamish bliver betragtet som pionér inden for levende museer. Ved at udstille kopier eller genstande som kam erstattes, var det også et tidligt eksempel på et museum, der tillader besøgende at røre ved genstandene.
Museet ledes efter princippet om at bevare et eksempel på hverdagslivet i by og land i North East England på toppen af industrialiseringen i 1900-tallet. Meget af restaureringen og fortolkningen er specifik mod victoriatiden og edwardianske periode, sammen med dele af landet der blev påvirket af den industrielle revolution fra 1825 og frem. Det ligger på 140 hektar stort område og består af en blanding bygninger der er blevet flyttet, originale bygninger og rekonstruktioner, og det indeholder en stor samling genstande, fungerende maskiner og udstyr samt husdyr og formidlere i historiske dragter.
Museet har modtaget en række priser siden det åbnede for besøgende i 1972, heriblandt Årets museum i Europa i 1987, og det har har indflydelse på andre frilandsmuseer. Det fungerer også til artsbevarelse blandt flere traditionelle og sjældne racer husdyr fra Nordengland.
Museet er blandt de mest besøgte i Storbritannien.